# Арсенальная набережная
Арсена́льная набережная расположена в Калининском районе Санкт-Петербурга, на правом берегу Невы. Проходит от Арсенальной улицы до улицы Академика Лебедева. На набережной находятся завод «Арсенал», бывший следственный изолятор «Кресты» и областная детская клиническая больница.

## Название

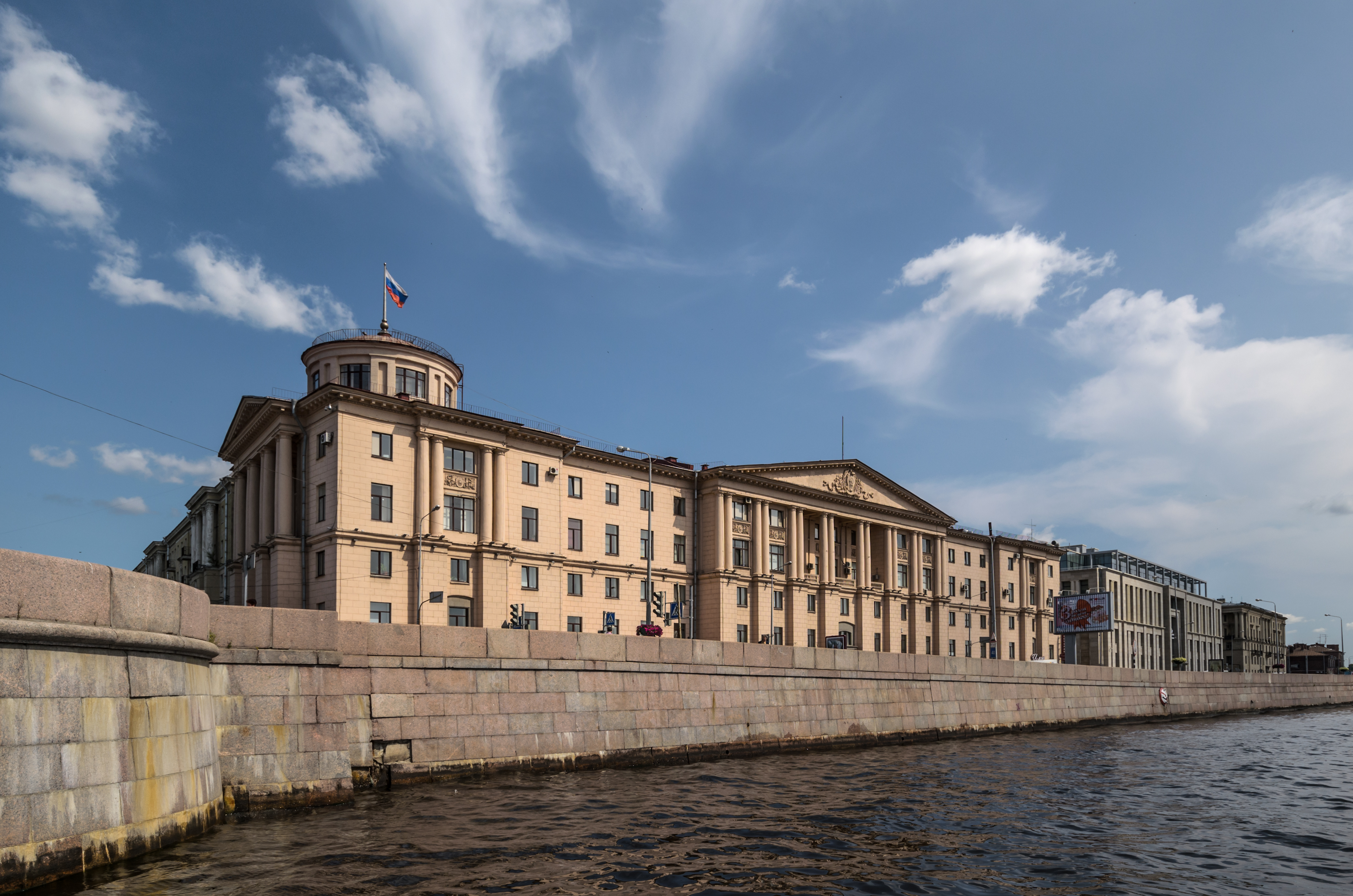
Здание администрации Калининского района

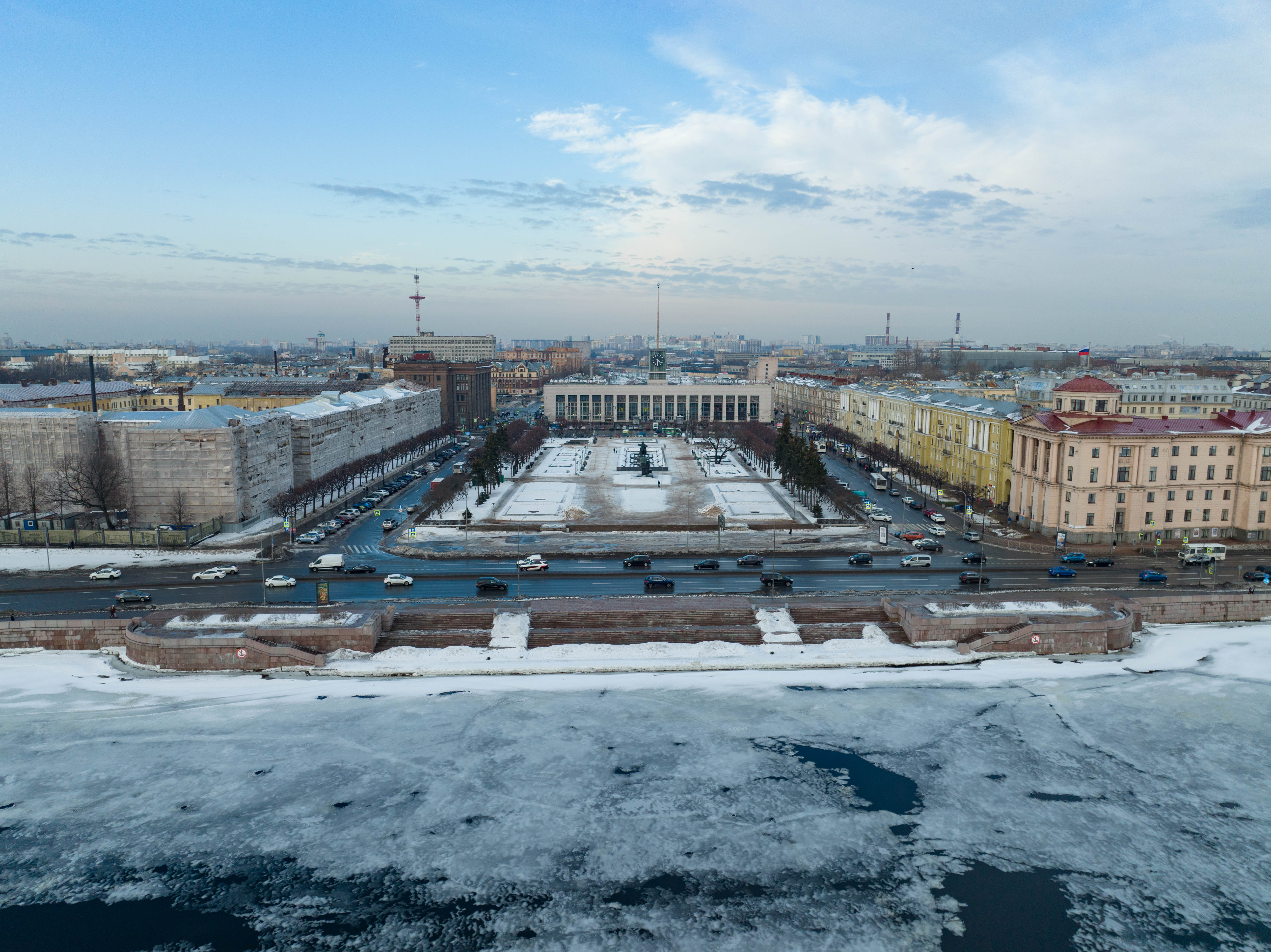
Вид на набережную и площадь Ленина со стороны Невы

Формирование набережной началось ещё в 1820-х годах, но название Арсенальная она получила лишь 16 апреля 1887 года, по заводу «Арсенал». Изначально набережная продолжалась до Сампсониевского моста, но 17 декабря 1898 года участок от Литейного моста до Сампсониевского моста получил собственное название — Пироговская набережная. На некоторых планах 1903—1905 годов вся набережная (на планах 1905—1907 годов — участок от современных площади Ленина до улицы Академика Лебедева) отмечена как Пироговская.

## История
Исторически на левом и правом берегах Невы в этом районе находились производства артиллерийского вооружения. В 1780-е годы Литейный двор, который первоначально располагался в створе нынешнего Литейного проспекта, был перенесён на правый берег. В 1800 году на правый берег было также переведено Михайловское артиллерийское училище. К середине XIX века на участке между современной улицей Комсомола и берегом Невы был построен комплекс зданий завода «Арсенал». В 1868 году был построен Финляндский вокзал, при этом тупики железнодорожных путей доходили до самой Невы. Выше по течению находился док для ремонта малых судов, а у здания Арсенала была оборудована гранитная площадка с подъёмным краном. Док и ведущий к нему канал были засыпаны при постройке стенки набережной.
До начала XX века этот участок берега Невы не был благоустроен; лишь при строительстве в 1875—1879 годах постоянного Литейного моста набережная в районе моста была укреплена деревом. Площадь пред Финляндским вокзалом начали благоустраивать только в 1920-х годах. 7 ноября 1926 года на ней был установлен памятник Ленину. В 1928—1929 годах участок от Литейного моста до площади Ленина был укреплён булыжным камнем, а откос берега на участке от площади Ленина до улицы Михайлова — вогнутой откосной стенкой на бетонном основании с диабазовым мощением (инженеры В. Д. Васильев и Е. В. Тумилович).
В 1965—1967 годах, в рамках реконструкции Литейного моста, Арсенальная и Пироговская набережные были связаны тоннелем, обеспечившим непрерывное движение по набережным. Набережная в районе моста стала двухъярусной с пешеходным проходом под мостом. От Литейного моста и по всей длине площади Ленина вдоль Невы на набережной была сооружена высокая гранитная стенка с парадным монументальным спуском к воде длиной 136 м (архитектор А. В. Васильев, инженер Л. Н. Соболев). В 1976—1982 годах гранитная стенка была доведена до Арсенальной улицы (архитекторы В. М. Иванов и Ю. Г. Шиндин, инженер Л. Н. Соболев), а набережная была ограждена гранитным парапетом. Напротив здания Арсенала были сооружены гранитные лестничные спуски, декорированные стилизованными металлическими мортирами с ядрами.
В 2010—2011 годах тоннель под Литейным мостом был реконструирован и расширен с засыпкой части русла реки Невы.

## Пересечения
- Свердловская набережная (является продолжением)
- Арсенальная улица
- улица Михайлова
- площадь Ленина
- улица Академика Лебедева
- Пироговская набережная (является продолжением)